# Желтоклювый буйволовый скворец
Желтоклю́вый бу́йволовый скворе́ц (лат. Buphagus africanus) — вид птиц монотипического семейства Buphagidae. Выделяют два подвида.
Описан в 1766 году шведским натуралистом Карлом Линнеем.

## Описание
Желтоклювый буйволовый скворец достигает длины от 19 до 22 см. Его масса составляет от 55 до 70 г. Его сильный клюв жёлтого цвета с красной вершиной. Глаза красные и сильно выделяются на фоне тёмного оперения головы. Верхняя сторона тела тёмно-бурая, ближе к гузке оперение становится светлее, переходя в светло-бежевый цвет. Верх груди светло-бурый. Брюхо охристого цвета. Голос звучит как хриплое «крис-крис».

## Распространение
Желтоклювый буйволовый скворец обитает в Африке южнее Сахары от Сенегала на западе до Судана. На крайнем востоке своего ареала, где область распространения перекрывается с областью распространения красноклювого буйволового скворца, это относительно редкий вид.

## Питание
Птицы питаются, прежде всего, насекомыми, а также клещами и другими накожными паразитами крупных млекопитающих. Они питаются также мягкими тканями ран и кровью животных, препятствуя тем самым их скорому заживлению. Привязанность к копытным хозяевам очень высока. В течение дня они часто сидят на спине или шее коров, буйволов, жирафов, антилоп или зебр. Негнездящиеся птицы часто проводят также ночь на спине крупного млекопитающего.

## Размножение
Гнездятся в дуплах, подстилка набивается шерстью животных. В кладке от 2-х до 3-х яиц. Вне сезона размножения могут образовывать свободные стаи. 